# L'Industrie de l'Holocauste
L’Industrie de l’Holocauste  est un ouvrage controversé, œuvre du politologue et historien américain Norman G. Finkelstein publiée en 2000 sous le titre complet : L’Industrie de l’Holocauste : réflexions sur l’exploitation de la souffrance des Juifs (titre original anglais : The Holocaust Industry - Reflections on the Exploitation of Jewish Suffering). 
Il s’agit d’un constat documenté sur des pratiques alléguées de groupes d’intérêt juifs et se veut une réponse au travail de l'historien américain Peter Novick (en) intitulé The Holocaust in American Life qui analyse la façon dont l’interprétation de l’holocauste s’est développée dans la vie américaine. Finkelstein jugeait les critiques de Novick trop modérées, et il a donc décidé d'aller plus loin dans son propre livre.

## Contenu
Finkelstein distingue l'« holocauste nazi » (le fait historique) et l'« Holocauste » (avec un H majuscule, la campagne de relations publiques menée selon lui depuis 1967 surtout aux États-Unis). C’est ce second aspect qu’il appelle « l’industrie de l'Holocauste ».
Dans son livre, il défend la thèse d'une « industrie » qui consiste en l’exploitation, sous des dehors éthiques, de l’holocauste nazi pour générer du pouvoir et amasser de gros capitaux. Selon lui, cette industrie a à sa tête des organisations juives américaines cherchant la suprématie ethnique et les gains politiques et financiers.
Quelques-unes des principales critiques formulées par Finkelstein dans son ouvrage :
- le gain politique pour ces organisations juives se manifeste dans l’effort de rendre pratiquement impossible toute critique, fondée ou non, sur Israël et sur la communauté juive américaine[3] ;
- la poussée vers le gain financier se manifeste par la pression exercée sur des gouvernements et des entreprises. Elle est également mise en lumière par une supposée incitation à des sentiments de culpabilité au sein des populations allemande et suisse dans leur ensemble, en relation avec de nombreux dépôts bancaires faits par des Juifs avant ou pendant le nazisme et que leurs descendants n'arrivent pas à récupérer (fonds en déshérence) ;
- les musées de l’holocauste monopolisent la souffrance de la Shoah pour les Juifs en excluant les autres groupes persécutés par les nazis ;
- les survivants de l’holocauste sont plus nombreux en 1998 qu'en 1945 ;
- un grand nombre de réclamations d’indemnités indues ont été introduites par des fraudeurs prétendant à tort avoir survécu à l’holocauste ;
- certains efforts pour compenser la souffrance des survivants juifs à l’holocauste se font de façon malhonnête ;
- certaines agences (représentant des groupes juifs) qui prétendent représenter des survivants juifs de l’holocauste dans des cas judiciaires ont retenu pour leur propre usage des fonds destinés à des survivants individuels ;
- de nombreux Juifs américains ne pratiquent pas le judaïsme mais l’ont remplacé par un dogme : la récolte de fonds pour les intérêts juifs.

Finkelstein ne veut pas accuser les victimes elles-mêmes et estime qu’elles ont droit à un dédommagement. Il conteste surtout le fait que, selon ses recherches, d'importantes sommes arrivent dans les poches des organisations juives américaines, argent qu’elles utilisent pour mener à bien leurs propres projets plutôt que de reverser les sommes dues aux survivants.

## Réception
Le livre a reçu aux États-Unis le soutien de Noam Chomsky et d'Alexander Cockburn. L'éminent historien de l'holocauste Raul Hilberg a également exprimé son admiration pour le travail de Finkelstein : « Lorsque j’ai lu le livre de Finkelstein L'Industrie de l'Holocauste juste après sa publication, j’étais moi-même en pleines recherches sur ce genre de questions, et j'en ai conclu qu’il suivait la bonne piste en ce qui concerne la partie du livre portant sur les réclamations contre les banques suisses et d’autres accusés en lien avec le travail forcé. Quand j’y réfléchis, je trouve qu’il a été plutôt modéré et que ses conclusions sont certainement fiables. Finkelstein est un spécialiste de la science politique expérimenté, sachant mener des recherches, et il est arrivé aux résultats corrects. Je ne serai certainement pas le seul dans les prochains mois et années à me déclarer entièrement d’accord avec la percée réalisée par Finkelstein. »
Quelques critiques se sont cependant élevées contre le livre de Finkelstein, lui reprochant de renforcer les sentiments antisémites.
Les musées de l’holocauste les plus importants aux États-Unis, soit le Holocaust Memorial Museum à Washington et le Museum of Tolerance (Simon Wiesenthal Center) à Los Angeles, ne veulent pas se limiter aux simples victimes juives, ceci malgré la crainte exprimée par Elie Wiesel que le caractère unique de l’holocauste pourrait sinon s'effacer du moins s'affaiblir. Ces musées ont officiellement été consacrés à la commémoration des six millions de Juifs assassinés, tout comme plusieurs millions d’autres victimes du nazisme comme les Slaves, Tsiganes, handicapés, témoins de Jéhovah, homosexuels, syndicalistes (dans les pays occupés), francs-maçons, dissidents politiques et prisonniers de guerre soviétiques.
Le professeur Novick est, comme le montre son livre, assez critique envers les grandes organisations juives américaines. Norman Finkelstein lui rend d’ailleurs un hommage appuyé, et souligne que c’est la lecture de The Holocaust in American Life qui l’a incité à écrire L’Industrie de l’Holocauste. Dès la parution du livre de Finkelstein, Novick a cependant exprimé publiquement le profond mépris que celui-ci lui inspire. Lorsque Finkelstein a été traduit en allemand, Peter Novick est revenu sur le sujet dans un article publié début février par la Süddeutsche Zeitung : « Il est difficile, écrit Novick, de voir dans L’Industrie de l’Holocauste quelque chose qui donnerait lieu à un débat. » Concernant les assertions de Finkelstein sur la question de la restitution des biens juifs, il déclare que « bon nombre d'entre elles relèvent de la pure invention ». Ainsi, Finkelstein affirme que le Congrès juif mondial a « amassé au moins sept milliards de dollars ». Or Finkelstein « savait au moment où il a écrit son livre que le CJM n’avait reçu aucun versement. Il s’agit donc d’un mensonge délibéré. » Et Novick ajoute : « On pourrait multiplier les exemples. Il n’est pas un seul fait avancé par Finkelstein qui puisse être supposé authentique, pas une seule citation de son livre qui puisse être supposée exacte ; il faudrait prendre le temps de comparer précisément toutes ses affirmations avec les sources qu’il cite ». Quant à la thèse centrale de Finkelstein sur le rôle des « élites juives » dans l’invention de la prétendue « industrie de l’Holocauste », il s’agit, écrit Peter Novick, d’une « version du vingt-et-unième siècle des Protocoles des Sages de Sion ».
Finkelstein donne sa réponse dans le préface de sa deuxième édition : « Les critiques émises par le mainstream (l'opinion majoritaire) prétendent que je développe une « théorie du complot » alors que ceux de gauche ridiculisent le livre comme une « défense des banques ». Pour autant que je sache, personne ne met mes constatations factuelles en question. »
Le livre est utilisé par des milieux néo-nazis ou négationnistes pour corroborer leur idéologie. Comme le résume Annette Wieviorka, par ailleurs très critique sur le fond quant aux erreurs historiques commises par Finkelstein, « en fait, toute une partie de l'argumentation de Finkelstein a mis très mal à l'aise ceux qui sont familiers avec l'argumentaire des négationnistes. Je pense notamment à Pierre Vidal-Naquet, qui a refusé de préfacer ce livre. La postface de Rony Brauman tire le livre davantage encore du côté de l'argumentation des négationnistes. [...] [Finkelstein] rejoint [les négationnistes] quand il affirme que cette « industrie de la Shoah », synonyme pour lui de sa mémoire, n'existe que pour le profit de l'État d'Israël, pour légitimer par exemple sa politique vis-à-vis des Palestiniens. Il est très proche des discours que tient Roger Garaudy ». Finkelstein dit regretter ce fait tout en faisant remarquer que cet épiphénomène secondaire ne diminue pas ses constatations fondamentales.
Michel Wieviorka critique également le livre en estimant qu'il « assure un lien ou une sorte de transition entre la thématique encore classique du rapport des Juifs à l'argent, renouvelée par le négationnisme, et la mise en cause radicale de l'État d'Israël, qui serait au cœur de l'opération destinée à extorquer de l'argent en Europe au profit de sa propre politique ».
En France, le livre fait l'objet d'un procès pour « diffamation raciale » et « incitation à la haine raciale » intenté par Avocats sans frontières, une association française fondée en 1983 par Gilles-William Goldnadel, que Norman Finkelstein et son éditeur gagnent en première instance et en appel.